# Espodossolo
Espodossolo é uma ordem caracterizada por solos distróficos com um horizonte claro com altíssima porcentagem de areia na textura sobre outro horizonte escuro extremamente endurecido. O desenvolvimento do Espodossolo decorre através do transporte iluvial de material coloidal na forma de complexos organometálicos dos horizontes superficiais para o horizonte B, sendo estes complexos constituídos de matéria orgânica + alumínio, podendo ou não conter ferro.

## Critérios
Para a categorização de um solo na ordem Espodossolo é requisito a existência de um Horizonte B espódico, sendo esse definido pelos seguintes critérios:
1.1. Ocorrer abaixo de horizonte A, ou horizonte E (álbico ou não); ou
1.2. Ocorrer dentro de 200 cm de profundidade se abaixo de horizonte Hístico com menos de 40 cm; ou
1.3. Ocorrer dentro de 400 cm se a soma das espessuras dos horizonte A+E, ou a soma dos horizontes hísticos, ultrapassar 200 cm de profundidade.
Além disso, o horizonte B espódico deve:
2. Conter espessura mínima de 2,5 cm.
3. Exibir acumulação iluvial de matéria orgânica+alumínio, podendo ou não conter ferro.

## Gênese
Materiais orgânicos são ácidos e tem potencial de dissolver compostos de ferro e de alumínio; sob certas condições, esses compostos deslocam-se para a profundidade, causando o descolorimento do horizonte do qual foram removidos (no caso, horizonte E) e, posteriormente, precipitam-se no horizonte B, tornando-o escuro e enrijecido.
Em razão desses materiais iluviados, na base do horizonte B espódico é comum a formação de uma camada muito endurecida denominada "ortstein"; esta condição favorece a formação de lençol freático suspenso e prejudica a drenagem em regiões côncavas, além disso é um impedimento físico ao crescimento de raízes quando ocorre próximo à superfície.

## Estrutura
A estrutura do Espodossolo não é desenvolvida, sendo assim definida como grãos simples ou maciça, todavia podem ocorrer outros tipos de estrutura com fraco grau de desenvolvimento. No horizonte B espódico podem ocorrer partículas de areia e silte, ambos revestidos por matéria orgânica; matéria orgânica; alofana; e sesquióxidos livres. 

## Distribuição
No Brasil, Espodossolos são situados em ambientes costeiros, tanto nas Formações Barreiras (Terciário) quando nas Restingas (Quaternário). As rochas matrizes que formam esse solo usualmente são quartzitos, arenitos ou sedimentos quartzosos, explicando sua textura fortemente arenosa, o baixo teor de argila que raramente ultrapassa 10%, minerais de baixa atividade, e a baixíssima fertilidade na qual a soma de cátions trocáveis raramente atinge níveis superiores a 1 cmolc/dm3. Na paisagem, ocorrem em locais de relevo plano a suave ondulado, tanto nos Tabuleiros Costeiros como nas Baixadas Litorâneas. 
Em climas úmidos e frios (região temperada ou subtropical de altitude), o fenômeno de migração do ferro e húmus é condicionado pela vegetação de coníferas. No Brasil, Espodossolos são encontrados especialmente sob vegetação de restingas que se desenvolveram sobre material bem arenoso e em condição de forte umidade.

## Subordens
1. Espodossolo Humilúvico
Contém alto acúmulo de carbono e de alumínio.
2. Espodossolo Ferrilúvico
Contém alto acúmulo de compostos de ferro.
3. Espodossolo FerriHumilúvico
Contém alto acúmulo de ferro e de carbono.

## Galeria

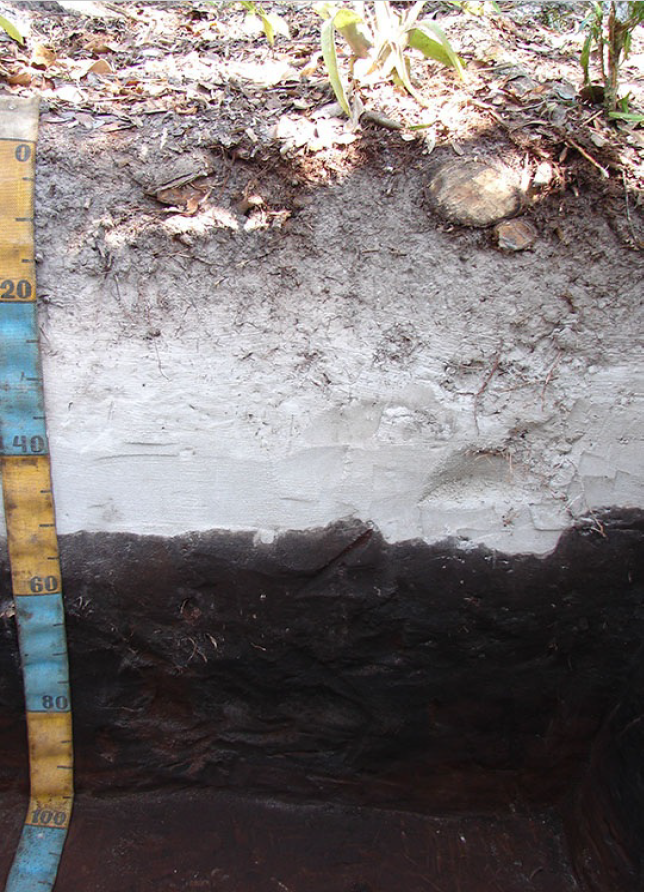
Espodossolo Humilúvico (Sistema Brasileiro de Classificação de Solos, 2018)
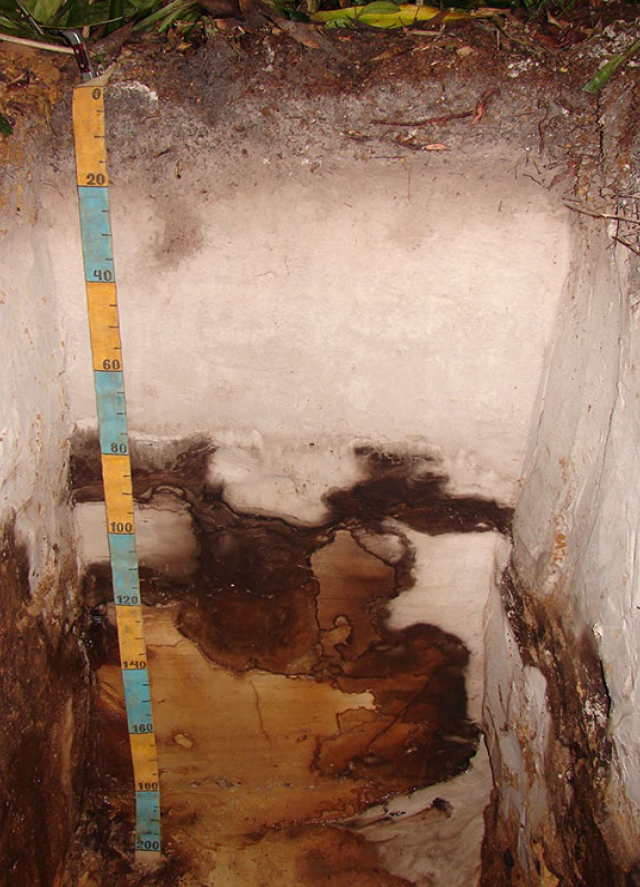
Espodossolo Ferri-Humilúvico (Sistema Brasileiro de Classificação de Solos, 2018)
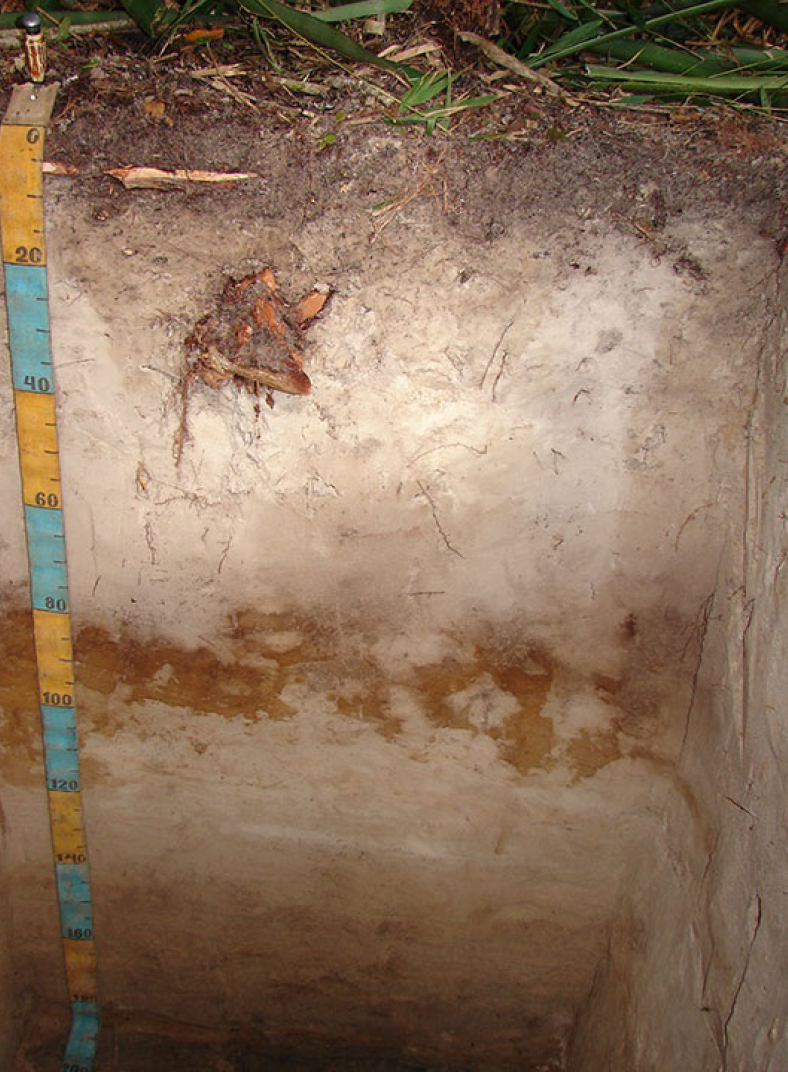
Espodossolo Ferrilúvico (Sistema Brasileiro de Classificação de Solos, 2018)
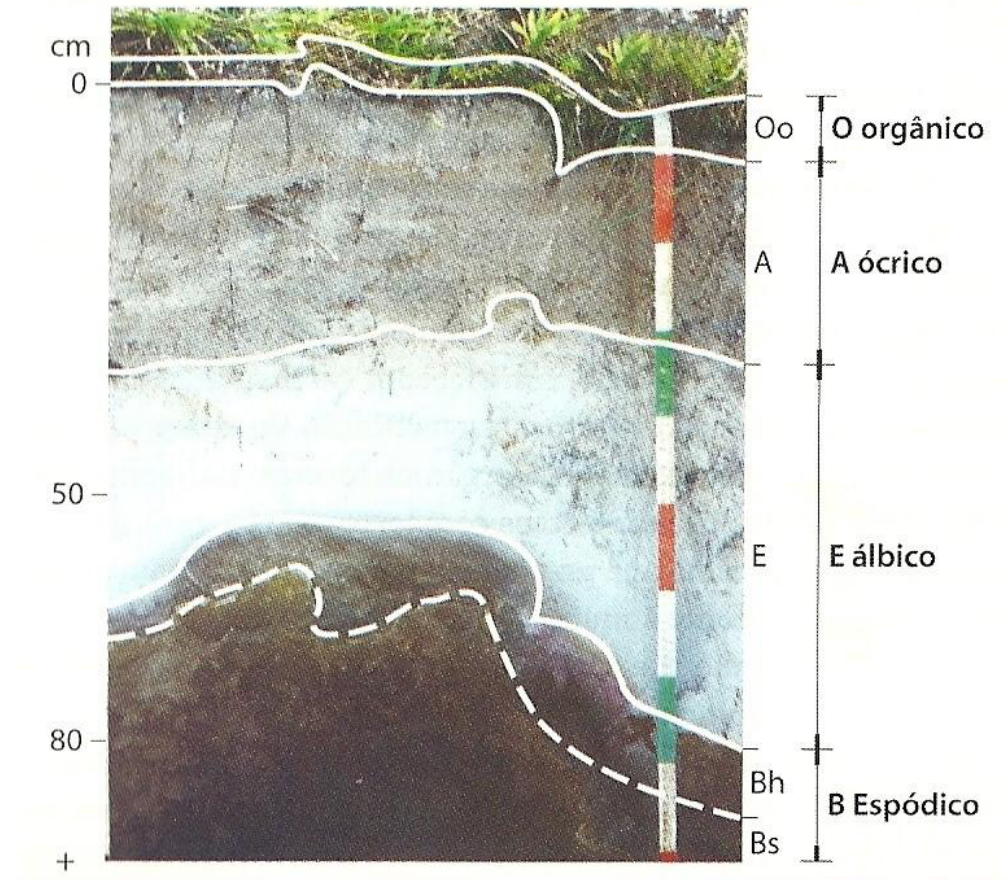
Espodossolo FerriHumilúvico e horizontes diagnósticos (Lepsch, 2010)